# جوسي جي

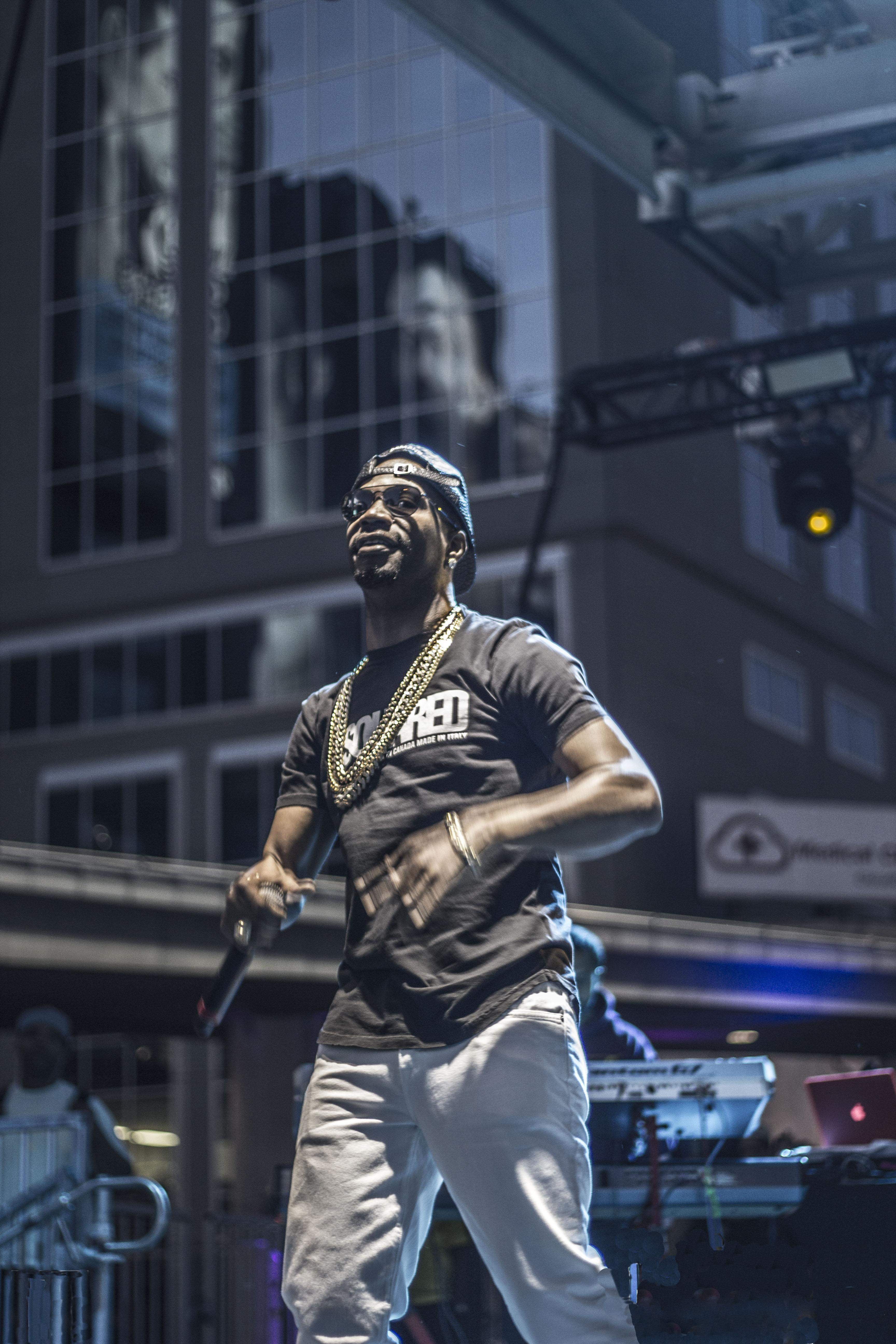
جويسي جاي

جويسي جاي (بالإنجليزية: Juicy J) وإسمه الحقيقي جوردان مايكل هوستن (بالإنجليزية: Jordan Michael Houston) وهو مغني ورابر أمريكي ولد في يوم 5 أبريل 1975 في مدينة ممفيس، تينيسي في الولايات المتحدة غنى مع العديد من المغنيين المشهورين مثل إمينم وويز خليفة وفيفتي سنت وهو عضو في فرقة ثري 6 مافيا.

## روابط خارجية
- جوسي جي على موقع IMDb (الإنجليزية)
- جوسي جي على موقع ميوزك برينز (الإنجليزية)
- جوسي جي على موقع رولينغ ستون (الإنجليزية)
- جوسي جي على موقع أول ميوزيك (الإنجليزية)
- جوسي جي على موقع أول ميوزيك (الإنجليزية)
- جوسي جي على موقع ديسكوغز (الإنجليزية)
- جوسي جي على موقع ديسكوغز (الإنجليزية)
- جوسي جي على موقع قاعدة بيانات الفيلم (الإنجليزية)